# Pseudoanglicism
Pseudoanglicism är ett ord som används i ett språk annat än engelskan och till synes har ett engelskt ursprung, men som inte existerar inom engelskan eller där har en annan betydelse. Det kan vara en förenkling eller avkortning av ett engelskt ord eller en fras, eller en felanvändning av en engelsk term, eller ett försök att med engelska språkelement uttrycka en idé som formulerats på det egna språket. Pseudoanglicismer anses ofta vara en del av företeelser som svengelska eller franglais. Pseudoanglicismer är pseudolån.

## Lista över pseudoanglicismer i svenskan
| Pseudoanglicism                      | Svensk betydelse                                                                   | Egentligt engelskt ord                                                    | Eventuell betydelse som pseudolånet har på engelska |
| ------------------------------------ | ---------------------------------------------------------------------------------- | ------------------------------------------------------------------------- | --- |
| afterski, ibland skrivet after ski   | att festa efter skidåkning                                                         | après-ski                                                                 | |
| afterwork, ibland skrivet after work | att umgås socialt omedelbart efter arbetsdagens slut, ofta på bar eller restaurang | inget särskilt uttryck                                                    | Förekommer som ett adjektiv (ofta skrivet after‑work) för något som sker efter arbetet, t.ex. afterwork hours eller after‑work drinks; after‑work måste bestämma ett substantiv i en nominalfras på engelska.                                                                                 |
| air condition                        | luftkonditionering                                                                 | air conditioning                                                          | luftkvalitet |
| babysitter                           | barnsits                                                                           | baby seat                                                                 | barnvakt |
| backslick                            | bakåtkammat hår                                                                    | slick-back                                                                | ingen |
| basket                               | basketboll - spelet                                                                | basket ball                                                               | korg |
| body                                 | klädesplagg                                                                        | bodysuit                                                                  | kropp |
| city                                 | centrum i en storstad (hämtat från London som växt utanför den gamla stadsgränsen) | city centre, CBD (Central Business District), downtown (Förenta staterna) | stad (I Australien och Nya Zeeland har dock city samma betydelse som på svenska, vilket gör att det inte helt är en pseudoanglicism.) |
| evergreen                            | välkänd äldre pop- eller jazzmelodi                                                | standard                                                                  | städsegrön, allmänt uttryck för något som inte åldras |
| fit for fight                        | redo för kamp eller tävling                                                        | ready to roll                                                             | |
| flipper                              | en sorts arkadspel                                                                 | pinball machine                                                           | flipprarna som man slår iväg kulan med i ett flipperspel |
| freestyle                            | bärbar kassettbandspelare                                                          | portable audioplayer/(vard.) walkman                                      | fristil; termen används bland annat inom olika sporter och kulturyttringar. (Den svenska termen härleddes från en av de första modellerna av portabla bandspelare.) |
| grape                                | grapefrukt                                                                         | grapefruit                                                                | vindruva |
| happy end                            | lyckligt slut, oftast på fiktiv berättelse                                         | happy ending                                                              | Nominalfrasen ”happy end” existerar på engelska när något har en lycklig utgång, men i samband med fiktion är ”happy ending” den riktiga termen. |
| homestyling                          | att låta experter arrangera en bostad för visning vid försäljning                  | home staging                                                              | att designa sin bostad för sin egen/familjens skull |
| knock                                | utslagning i boxningsmatch, knockout                                               | knockout                                                                  | knackning |
| mejl                                 | e-post                                                                             | email                                                                     | post |
| overall                              | ett odelat klädesplagg som täcker torso, armar och ben                             | coverall jumpsuit/boilersuit                                              | snickarbyxor |
| pentry                               | kokvrå                                                                             | kitchenette                                                               | ingen i formen ”pentry”; ”skafferi” med ursprungliga stavningen pantry |
| playback                             | förinspelad sång vid musikframträdanden                                            | lip sync                                                                  | En ”playback singer” är på engelska den person som ger sin röst åt en skådespelare under sångnumrena till en spelfilm. ”Playback” betyder också att tekniskt kunna spela upp inspelat ljud.                                                                                                   |
| pocketbok                            | bok med mjuka pärmar                                                               | paper‑back book                                                           | Den korta versionen på svenska, pocket, betyder ”ficka”. I amerikansk engelska är pocketbook en mindre handväska eller portmonnä. |
| public service                       | etermedieföretag som har avtal med staten                                          | public service broadcasting                                               | vilken som helst allmännyttig tjänst, vanligen statsfinansierad |
| publisher                            | person som är både chefredaktör och verkställande direktör                         | inget särskilt uttryck                                                    | utgivare, förläggare |
| pussel                               | en bild i småbitar som ska passas ihop                                             | jigsaw puzzle                                                             | ”puzzle” avser en mängd olika minnes- och hjärnutvecklande leksaker och spel av vilka ”jigsaw puzzle” bara är ett exempel, engelskans ”puzzle” utan särskild ytterligare bestämning avser snarare minneslekar, gåtor, labyrinter och korsord; ordet kan också betyda ”förbluffa”, ”förbrylla” |
| sajt                                 | webbplats                                                                          | web site                                                                  | plats |
| smoking                              | festklädsel för herrar                                                             | dinner jacket (GB) tuxedo (USA) black tie (klädkod)                       | rökning smoking jacket (ålderdomligt) betyder rökrock |
| soft                                 | trevligt, angenämt, lugnt                                                          | cool                                                                      | mjuk |
| sulky                                | barnsittvagn                                                                       | stroller, pushchair                                                       | hästdragen enpersonsvagn |
| trafficking                          | människohandel för sexuella ändamål                                                | human trafficking eller sex trafficking                                   | smuggling |

## Pseudoanglicismer i japanska
Pseudoanglicismer är relativt vanliga i japanska och kallas där för wasei-eigo (和製英語, ”inhemsk engelska”). Exempel som återlånats till engelskan inkluderar salaryman, light novel, cosplay (costume play), lolicon (lolita complex) och pocket monster (pokemon).

## Närliggande språkliga fenomen
Pseudoanglicismer skall inte sammanblandas med sådana språkliga uttryck som kallas falska vänner, det vill säga där ord på olika språk redan från början är väldigt lika varandra men betyder olika saker, och som inte behöver ha en engelsk stavning. Ett exempel är svenskans ord koncern som inte betyder detsamma som engelskans concern (svenska: ”angå, avse”), men koncern är inte ett ord som är felaktigt inlånat från eller uppfattas som inlånat från engelskan.